# Reifenhäuser Gruppe
Die Reifenhäuser Gruppe ist ein deutsches Unternehmen auf dem Gebiet der Herstellung von Extrusionsanlagen zur Verarbeitung thermoplastischer Kunststoffe. Auf Maschinen und Anlagen von Reifenhäuser produzieren Anwender Blasfolien, Gießfolien, Glättwerksfolien, Extrusionsbeschichtungen und Vliesstoffe. Reifenhäuser stellt außerdem Komponenten für Extrusions- und Spritzguss-Anwendungen her. Die weltweit agierende Unternehmensgruppe hat ihren Stammsitz im nordrhein-westfälischen Troisdorf und ist zu 100 % in Familienbesitz. Die Gruppe wird heute in der dritten Generation von den Brüdern Bernd und Ulrich Reifenhäuser geführt.

## Geschichte
Das Unternehmen Reifenhäuser wurde 1911 als kleine Schmiede von Anton Reifenhäuser gegründet. Bis zum Zweiten Weltkrieg war der Betrieb eine Bauschlosserei. Nach der Währungsreform begannen die Söhne Hans und Fritz Reifenhäuser als zweite Familiengeneration mit dem Bau von Schneckenpressen. Kunde der ersten Stunde war das Troisdorfer Unternehmen Dynamit Nobel. Der erste Reifenhäuser-Extruder zur Kunststoffverarbeitung wurde 1948 vorgestellt.
Am 1. Januar 1958 wurde das Unternehmen in eine Kommanditgesellschaft umgewandelt. Reifenhäuser internationalisierte sich mit 35 Auslandsvertretungen und einem Exportanteil der Gesamtfertigung von 54 Prozent (1958). Nach dem maximalen Kapazitätsaufbau auf dem angestammten Betriebsgelände wurde 1959 eine Produktionsstätte in Sieglar aufgebaut. 1971 wurde die Reiloy Metall als Experte für hochverschleißfeste Schnecken und Zylinder gegründet. Ab 1973 wurde die Spinnvliestechnologie entwickelt, die nach 12 Jahren im Markt eingeführt wurde.
1992 wurden Klaus und Ulrich Reifenhäuser als dritte Familiengeneration in die Geschäftsführung berufen. Im Jahr 2008 folgte ebenfalls deren Bruder Bernd Reifenhäuser. 2004 entsteht eine Holding-Struktur. Die Folienaktivitäten wurden 2006 in der Reifenhäuser Extrusion gebündelt. Im Jahr 2008 baute Reifenhäuser am Standort Troisdorf für rund 30 Millionen Euro ein neues Forschungs- und Entwicklungszentrum, welches 2013 durch eine Investition von 20 Millionen Euro erweitert wurde.
Im Jahr 2009 übernahm Reifenhäuser von der Brückner Group die Unternehmensgruppe Kiefel Extrusion, die 2008 mit zweihundert Mitarbeitern einen Umsatz von vierzig Millionen Euro erzielte. Bei Blasfolienanlagen stieg Reifenhäuser somit zu einem wichtigen Anbieter aus Europa auf. Die Kiefel Extrusion firmiert heute als Reifenhäuser Blown Film GmbH.
Die beiden Geschäftsfelder der Reifenhäuser Extrusion wurden 2012 in die beiden eigenständigen Unternehmen Reifenhäuser Cast Sheet Coating und Reifenhäuser Extrusion Technology aufgeteilt.
Im Jahr 2017 wurde die Reifenhäuser Digital zur Fokussierung auf Themen der Industrie 4.0 gegründet.
2019 wurde die Plamex Maschinenbau GmbH in Kelberg aufgekauft, die Extrusionsanlagen u. a. für medizinische Anwendungen herstellt.
2020 wird die von Reifenhäuser mitgegründete R-Cycle Initiative zur Etablierung digitaler Produktpässe (DPP) für Kunststoffprodukte etabliert. Ziel der Initiative ist es, eine funktionierende Kreislaufwirtschaft zu ermöglichen.
Im Jahr 2021 hat Reifenhäuser die Kdesign GmbH, einen Hersteller von Kühlringen und Mess-Systemen für Blasfolienanlagen, mehrheitlich übernommen.
2021 erwirtschaftete die Gruppe mit 1.750 Mitarbeitern einen Umsatz von 750 Millionen Euro.
2022 wurde die Zusammenführung der Blasfolieneinheiten Plamex und Polyrema unter der Marke Reifenhäuser Blown Film abgeschlossen. Im selben Jahre feierte das Unternehmen sein 111-jähriges Bestehen.

## Unternehmensgliederung
Die Reifenhäuser Gruppe gliedert sich in folgende Business Units und Unternehmen (2023):
- Reifenhäuser Blown Film, Troisdorf, Herstellung von Maschinen für Blasfolien
- Reifenhäuser Cast Sheet Coating, Troisdorf, Herstellung von Maschinen für Gießfolien, Glättwerksfolien, Extrusionsbeschichtungen
- Reifenhäuser Reicofil, Troisdorf, Herstellung von Maschinen für Spunbond, Meltblown und Composite Nonwovens u. a. zur Maskenherstellung
- Reifenhäuser Extrusion Systems, Troisdorf, Herstellung von Komponenten für Extrusion und Spritzguss
- Reifenhäuser Reiloy, Troisdorf, Herstellung von hochverschleißfesten Schnecken und Zylindern
- Reifenhäuser Enka Tecnica, Kabelsketal und Heinsberg, Herstellung von Düsen und High-End-Mikrokomponenten
- Kdesign GmbH, Königswinter, Herstellung von Kühlringen und Mess-Systemen für Blasfolienanlagen

Die Unternehmensgruppe hat zudem Niederlassungen in Chile, China, Dubai, Indien, Italien, Philippinen, Polen, Russland, Singapur, Türkei, USA und Vietnam, sowie Vertretungen in weiteren Ländern.